# Phraortes similis
Phraortes similis är en insektsart som beskrevs av Chen, S.C. och Yun He He 1994. Phraortes similis ingår i släktet Phraortes och familjen Phasmatidae. Inga underarter finns listade i Catalogue of Life.